# Alda Teodorani
Alda Teodorani es una escritora y poeta italiana que ha abordado diferentes géneros literarios como el horror, el erótico, el Giallo y el Noir italiano. La llaman “La Reina del Horror” por la visceralidad de sus relatos.
Dario Argento dijo de ella: "Los cuentos de Alda Teodorani se asemejan a mis más profundas pesadillas".
Fue parte de la corriente literaria Cannibali, publicando su cuento Y Roma llora en la antología Juventud Caníbal (Ed. Mondadori) . En 1994 contribuyó con el nacimiento del movimiento literario neo-noir.

## Biografía
Hizo su debut con el relato Non hai capito en la antología Nero Italiano: 27 racconti metropolitani publicados en la colección Oscar Mondadori en 1990.  Con Carlo Lucarelli, Loriano Macchiavelli y Marcello Fois fundó el Grupo 13, compuesto por escritores e ilustradores. En esa ocasión, se puso en contacto con Luigi Bernardi, el editor que publicaría sus primeros libros en el año 1991. En ese mismo año, debido a dificultades de carácter personal, abandona su tierra natal dejando el grupo 13 y se traslada a Roma, donde aun vive y donde están situados muchos de sus trabajos y, en particular, su primer libro Giù, nel delirio publicado en 1991 por Granata Press, el cual narra sobre una ciudad sórdida e insalubre. Luego publicó su siguiente volumen, Le radici del male (Granata Press, 1993).
En 1994, junto con Fabio Giovannini y Antonio Tentori contribuyó al aumento de la corriente neo-noir.
En 1995 Teodorani, firmó un contrato con Rodeo Drive para la reescritura de la película inspirada en El carnicero de la autora francesa Aline Reyes y completa, junto al director Tinto Brass, un guion titulado Lola e il macellaio. El proyecto naufraga de nuevo, y el director utilizará escenas del guion ya escrito para su próxima película,  Monella, donde el "carnicero" se convierte en un panadero.
En 1996 Teodorani firma un contrato con Giulio Einaudi Editore para la antología de cuentos Juventud Caníbal con el relato Y Roma llora, un texto violento que muestra el lado más sórdido de Roma, el cual fue muy popular entre los amantes del género. Esto la llevaría a ser parte de la generación literaria llamada Cannibali.
En 2002, Teodorani publica en Francia un libro, aún inédito en Italia, Belve – Cruatés  por la editorial Naturellement y el cual entra en las filas de libros que compitieron por el premio Rosny-Aîné. Publicado al año siguiente con el título Belve en Italia. La novela fue objeto de dos tesis y un informe en la conferencia anual de la American Association for Italian Studies y de la Canadian Society for Italian Studies junto con la Ohio State University, con el título de “Through the Eyes of the Beast: From Local Environmental Dystopia to Transnational Utopia”  por Danila Cannamela, de la University of St. Thomas.
En ese mismo año, participó como ponente en las reuniones de la Università degli Studi di Roma,  "La Sapienza",  dedicada a las publicaciones independientes. 
En septiembre del mismo año, en la Festa Nazionale di Liberazione, el director de culto, Darío Argento, realiza una conferencia sobre el libro de Le radici del male (Addictions).
En 2004,  participó de la Conferencia Noir de Roma, creada por el Dipartimento di Studi filologici linguistici e letterari dell'Università La Sapienza de Roma y formó parte de los concursos literarios y del comité científico.
En junio de 2005 fue invitada en la Universidad de Würzburg, en Alemania, donde impartió un seminario sobre su escritura y en septiembre de 2006, en Rávena, asiste al festival del giallo y del noir italiano Gialloluna, Neronotte, En el mismo año comenzó a trabajar en el Premio Letterario Profondo GIallo patrocinado por la municipalidad de Roma y Giallo Mondadori, siendo parte del jurado en las ediciones 2005 y 2006.
También en 2005 publica en FMR (ed. Española) La muerte, dama irónica y cortés
En 2006, publica Bloody Rainbow (Hacca) donde la escritora recoge entrevistas y bibliografía crítica en un solo volumen, el cual fue presentado en la feria del libro de Torino por Alan Altieri.
Las historias de Alda Teodorani inspiraron la película Appuntamenti Letali (2006), un DVD realizado con el patrocinio del portal Filmhorror, una comunidad de cineastas independientes.
También en 2006 realizó un CD audiolibro, Coltelli, que contiene la lectura de su relato homónimo, que luego imprime y distribuye por Underground Press y con el cual Paolo Fazzini dirigirá un cortometraje con el mismo título.
En 2007, publica El amor y la muerte en FMR (ed. Española).
En 2008, publica I sacramenti del male en la colección Giallo Mondadori que se presenta por primera vez durante el evento Notte Noir en Soleto.
En 2009, Teodorani colabora con el histórico grupo de música electrónica experimental Le Forbici di Manitù. La simbiosis entre la escritora y la banda conduce a la creación de un CD de música que Le Forbici di Manitù  llamó  L'isola (2010).  El CD inspiró el cuento homónimo de la escritora (impreso en el folleto adjunto al CD y adornado con ilustraciones de la artista Emanuela Biancuzzi).  L'isola se daría a conocer más adelante en el año 2011 en Francia por Les Editions de l'Antre.
En 2011, la Kipple Officina Libraria realiza un acuerdo con la escritora y abre un nuevo proyecto denominado Alda's Corner, un espacio web que contiene diversos trabajos de Teodorani en formato E-book (incluyendo sus libros de culto Organi y Belve). En el mismo espacio hay presentaciones, entrevistas, reseñas, ilustraciones, Mp3 de audiolibros con música de Antonio D'Antuono, I Rumori Sovversivi y Officina Rumorosa.
En diciembre de 2015, la autora publica con la casa editorial deComporre di Gaeta su primer libro de poesía: Ti odio poesía.
A principios de 2016 publica con Stampa Alternativa un libro llamado Gramsci in cenere, que en mayo del mismo año gana el premio como mejor libro en el Premio "Bancarella nelle scuole". En el mismo año, por el sello Delos Books, se publica un ebook con una serie de trabajos de la autora en una colección especial llamada La Regina Nera. En septiembre Animali da Macello - Una storia bestiale, en Stampa Alternativa dentro de la colección Strade Bianche, donde Teodorani firma junto Simonetta T. Hofelzer.
En abril del 2017 Teodorani es invitada a Colloques Licolar 2017  por la Universidad de Aix-Marseille en Aix-en-Provence donde participa con un informe sobre las novelas gráficas de terror italianas.
El mismo mes publica Snake il vampiro, un libro de horror post- apocalíptico.
Alda Teodorani se encuentra inserta en la historia de la literatura italiana del siglo XX .

## Obras (Selección)
- Giù, nel delirio (Granata Press, 1991);
- Le Radici del male (Granata Press, 1993);
- Il segno di Caino (Datanews, 1995);
- Labbra di sangue (Datanews, 1997);
- Sesso col coltello (Stampa Alternativa, 2001);
- Organi (Stampa Alternativa, 2002);
- Cruautés (Naturellement, 2002);
- Le Radici del Male (Addictions 2002);
- Belve (Addictions, 2003);
- La Signora delle torture (Addictions, 2004);
- Incubi (Halley Edizioni, 2005);
- Bloody Rainbow (Hacca, 2006);
- Sesso col coltello Historietas de Sara Pichelli, Lorenzo Pasqua, Gianpiero Wallnofer;
- I sacramenti del male, Il Giallo Mondadori 2008);
- L'Isola (Les Editions de l'Antre, 2011);
- Belve - Final Cut (entrevista de Pierluca D'Antuono, Cut-Up, 2011);
- Gramsci in cenere (Stampa Alternativa, 2016);
- La Collezionista di organi (Profondo Rosso, 2016);
- Snake - Il vampiro della città morta (Watson Edizioni, 2017)

## Cuentos (Selección)
- Non hai capito, in Nero Italiano - 27 racconti metropolitani, (Arnoldo Mondadori Editore, 1990)
- La Vie en Rouge in Horror Erotico (Stampa Alternativa, 1995)
- Capricci in NeoNoir - Deliziosi raccontini col morto (Stampa Alternativa, 1995);
- Sottoterra in Cuore di pulp (Stampa Alternativa, 1997);
- E roma piange in Gioventù cannibale, (Einaudi, 1996);
- Et Rome pleure in Jeunesse Cannibale (Naturellement, 2000);
- Fame d'amore in Bambini assassini (Stampa Alternativa, 2000);
- Variazioni sul tema in Killers & Co. (Sonzogno, 2003);
- Quindici desideri, con CD, (Dario Flaccovio Editore, 2004);
- Non hai capito in Estate Gialla 1996 (Il Il Giallo Mondadori, 2006);
- Una questione di genere in Anime nere - reloaded (Arnoldo Mondadori Editore, 2008);
- Il sangue dell'anima in Il mio vizio è una stanza chiusa, (Il Giallo Mondadori, 2009).